# Kato Nevrokopi
Katō Nevrokopi (in greco Κάτω Νευροκόπι?, in bulgaro: Zarnevo, Зърнево)  è un comune della Grecia situato nella periferia della Macedonia orientale e Tracia (unità periferica di Drama) con 5.323 abitanti secondo i dati del censimento 2021.
A seguito della riforma amministrativa detta Programma Callicrate in vigore dal gennaio 2011 che ha abolito le prefetture e accorpato numerosi comuni, la superficie del comune è ora di 874 km² e la popolazione è passata da 8.026 a 7.289 abitanti.